# Bank of Italy (Fresno)
De Bank of Italy is een neorenaissancistisch gebouw in het centrum van de Amerikaanse stad Fresno in de staat Californië. Het is gelegen aan de kruising van Fulton Mall en Tulare Street tussen Chukchansi Park en de Fresno Pacific Towers. 

## Ontwerp en geschiedenis
Het gebouw is ontworpen door de architect Charles Franklin, die werkte voor het bedrijf van Richard F. Felchlin, en tussen 1917 en 1918 gebouwd. De hoogbouw is 37,8 meter hoog en telt acht verdiepingen. De buitenkant van het gebouw is gemetseld en bestaat uit baksteen en terracotta. Het kantoorgebouw kwam er op vraag van de Bank of Italy, een bank uit San Francisco die de basis vormde voor de huidige Bank of America. Dat dit bankkantoor op dat moment in Fresno gebouwd werd, had te maken met de snelle groei die de stad toen ervoer, als het nieuwe handelscentrum voor de landbouw in de San Joaquin Valley. Toen het nieuwe kantoor opende, waren de bestuurders van de Bank of Italy aanwezig in Fresno.
In 1928 werd er een vleugel met twee verdiepingen toegevoegd aan de achterkant van het gebouw.
Het Bank of Italy-gebouw werd in 1982 op het National Register of Historic Places geplaatst. Het stond toen al leeg en is ook nu nog steeds niet in gebruik. Er wordt gespeculeerd dat de kantoren van de district attorney van Fresno County in het nu al decennialang verlaten gebouw ondergebracht zouden worden.